# Grouptherapy
Grouptherapy — американський музичний гурт, заснований у 2019 році. 
До складу гурту входять колишні дитячі актори Джадагрейс, Тайрел Дж. Вільямс і Кой Стюарт. Гурт був створений після того, як троє колишніх акторів розчарувалися в американській теле- та кіноіндустрії.
Вони випустили один студійний альбом, I Was Mature for My Age, but I Was Still a Child, один мікстейп, There Goes the Neighborhood, а також два міні-альбоми, Truth Be Told та This is Not the Album.

## Історія
Гурт Grouptherapy був створений в 2019 році через втому та розчарування учасників попереднім досвідом у індустрії розваг. Їхня музика досліджує теми творчого розчарування, фінансової боротьби, відмови від споживацтва та самовдосконалення.

## Учасники гурту
Усі троє учасників гурту Grouptherapy мають великий досвід роботи в індустрії розваг.

### Джадагрейс (Jadagrace Michiko Gordy-Nash)
Джадагрейс підписала велику угоду про звукозапис, коли навчалася в середній школі. Вона знялася у фільмі 2009 року «Термінатор: Спасіння прийде», а також випустила кілька синглів.

### Тайрел Дж. Вільямс (Tyrel Jackson Williams)
Тайрел Дж. Вільямс, також відомий як «TJW» і «TJOnline», знявся в ролі Лео Дулі (Leo Dooley) в серіалі Disney XD «Піддослідні», а також у телевізійному фільмі Disney XD «Pants on Fire» 2014 року.
Його описують як «похмурого та рішучого» репера.
20 березня 2024 року було оголошено, що Вільямс пішов з гурту Grouptherapy.

### Кой Стюарт
Кой Стюарт, також відомий як KOI (2018–2022) та SWIM (2022–наш час), був дитиною-актором таких мереж, як Nickelodeon і TBS. Він також був відомий тим, що знявся в кліпі на пісню репера Logic, «1-800-273-8255», 2017 року.

## Дискографія

### Студійні альбоми
| Назва                                            | Додаткова інформація                                                                      |
| ------------------------------------------------ | ----------------------------------------------------------------------------------------- |
| I Was Mature for My Age, but I Was Still a Child | - Реліз: 27 червня, 2023 - Лейбл: Self-released - Формат: LP, Digital download, streaming |

| Назва                                                           | Додаткова інформація                                                                      |
| --------------------------------------------------------------- | ----------------------------------------------------------------------------------------- |
| THE ADDENDUM — I Was Mature for My Age, but I Was Still a Child | - Реліз: 8 березня, 2024 - Лейбл: Self-released - Формат: LP, Digital download, streaming |

### Мікстейпи
| Назва                       | Додаткова інформація                                                                  |
| --------------------------- | ------------------------------------------------------------------------------------- |
| There Goes the Neighborhood | - Реліз: 20 жовтня, 2020 - Лейбл: Self-released - Формат: Digital download, streaming |

### Мініальбоми
| Назва                 | Додаткова інформація                                                                     |
| --------------------- | ---------------------------------------------------------------------------------------- |
| This is Not the Album | - Реліз: 1 квітня, 2020 - Лейбл: Self-released - Формат: Digital download, streaming     |
| Truth Be Told         | - Реліз: 7 квітня, 2022 - Лейбл: Self-released - Формат: LP, Digital download, streaming |